# Есельсон, Борис Наумович
Борис Наумович Есельсон (08.05.1917-13.03.1980) — советский физик, доктор физико-математических наук, профессор, заслуженный деятель науки УССР (1977).

## Биография
Родился в Мариуполе в семье служащего.
В 1932 г. в Харькове окончил 7 классов школы и в 1933 г. ФЗУ при Харьковском паровозостроительном заводе. Работал слесарем на ХПЗ и учился на курсах по подготовке в университет. В 1934 г. поступил на физмат ХГУ. Начиная с 4-го курса, работал лаборантом в лаборатории низких температур Украинского Физико-технического института (УФТИ) АН УССР. После окончания университета зачислен на должность младшего научного сотрудника. В январе 1940 г. принят в аспирантуру.
В начале войны мобилизован в РККА, воевал на Западном и Сталинградском фронтах, командир миномётного взвода, затем роты, лейтенант. Награждён медалями «За оборону Сталинграда» и «За победу над Германией в Великой Отечественной войне 1941—1945 гг.»
После тяжёлого ранения и лечения в госпитале с мая 1943 года преподавал артиллерию сначала на бригадных курсах, потом в учебном офицерском полку, с августа 1944 г. в Сталинградском артиллерийском училище. В ноябре 1945 г. демобилизован и вернулся в Физико-технический институт, где был принят на должность старшего научного сотрудника.
В 1946 году защитил кандидатскую, в 1957 — докторскую диссертацию на тему «Исследование свойств изотопов гелия и их растворов». Доктор физико-математических наук. Профессор (1966). С января 1961 г. — заведующий лабораторией.
В 1963 г. перешёл в недавно организованный Физико-технический институт низких температур (ФТИНТ) АН УССР (был одним из его организаторов). С 1963 по 1970 зам. директора института по научной работе, затем — заведующий отделом квантовых жидкостей и кристаллов. Заслуженный деятель науки УССР (1977).
Читал курсы лекций в ХГУ имени А. М. Горького.
Соавтор научного открытия «Явление квантовой диффузии в кристаллах» Диплом № 206, 17 ноября 1978 г.(с приоритетом от 15.01.1969 г.) :
- Григорьев В. Я., Есельсон Б. Н., Михеев В. А., Шульман Ю. Э. // «Квантовая диффузия и локализация атомов Не3 в твердом Не4» Письма в ЖЭТФ. 1973. Т. 17. С. 16.

## Книги
- Свойства жидкого и твердого гелия : Растворы 3 He — 4 He. Справочник / Б. Н. Есельсон, В. Г. Иванцов, В. А. Коваль и др.; Под ред. Б. Н. Есельсона. — Киев : Наук. думка, 1982. — 231 с. : ил.; 20 см.
- Свойства жидкого и твердого гелия [Текст] / [Б. Н. Есельсон, В. Н. Григорьев, В. Г. Иванцов, Э. Я. Рудавский] ; Гос. служба стандарт. справ. данных. — Москва : Изд-во стандартов, 1978. — 127 с. : граф.; 21 см.
- Растворы квантовых жидкостей He3-He4 [Текст]. — Москва : Наука, 1973. — 423 с. : ил.; 22 см. Б. Н. Есельсон, В. Н. Григорьев, В. Г. Иванцов и др.
- Есельсон Б.Н., Благой Ю.П., Григорьев В.Н., Манжелий В.Г., Михайленко С.А., Неклюдов Н.П. Свойства жидкого и твердого водорода. Издательство стандартов, Москва, 1969, 136 с.

## Награды
Орден «Знак Почёта». Медаль «За оборону Сталинграда» (1942). Медаль «За победу над Германией в Великой Отечественной войне 1941—1945 гг.» (1945). Медаль «За отвагу» 1965). заслуженный деятель науки УССР.